# Fédération polonaise de rugby à XV
La Fédération polonaise de rugby à XV (officiellement en polonais : Polski Związek Rugby) est l'instance qui régit l'organisation du rugby à XV en Pologne.

## Historique
Historiquement, une première fédération polonaise de rugby naît en avril 1926 afin de permettre officiellement la formation d'une équipe nationale polonaise. Néanmoins, son fonctionnement est placé sous la tutelle d'une fédération multisportive, et elle disparaît rapidement pour cause d'inactivité.
En 1955, le rugby est placé sous la tutelle de la Głównym Komitecie Kultury Fizycznej, une instance chargée de l'organisation des sports de « culture physique ». La section rugby de la GKKF intègre le 15 mars 1957, en tant que membre temporaire, la Fédération internationale de rugby amateur, organisme européen du rugby. Sous la pression de la GKKF qui ne souhaitait pas investir dans le développement du rugby, la Fédération polonaise de rugby (en polonais : Polski Związek Rugby) est fondée le 9 septembre 1957 ; les trois clubs fondateurs sont le Juvenia Kraków, le GKS Katowice et le Polonia Gdańsk. Elle est admise en tant que membre permanent de la Fédération internationale de rugby amateur dès le 23 septembre.
Elle devient en mars 1988 membre de l'International Rugby Board, organisme international du rugby,.
La fédération est également membre du Comité olympique polonais,.

## Identité visuelle
En 1981, le graphiste Karol Śliwka créé un logo pour la fédération polonaise, associant la forme ovale d'un ballon de rugby à la silhouette d'un aigle.
Alors que la fédération modernise son identité visuelle, un nouveau logo est créé en 2023, par l'intermédiaire du graphiste Kuba Malicki, basé sur l'un des symboles des traditions polonaises, la fleur de coquelicot, portant en son centre un ballon de rugby aux couleurs rouge et blanche de la Pologne.

Évolution du logo
Logo de 1981 à 2023.
Logo instauré en 2023.

## Présidents
Les personnes suivantes se succèdent au poste de président de la fédération, :
- 1957-1961 : Władysław Trybus
- 1961 : Leon Radzikowski
- 1961-1963 : Józef Pawłowski
- 1963-1964 : Leon Radzikowski
- 1964-1967 : Edward Tomaszczyk
- 1967-1968 : Leon Radzikowski
- 1968-1973 : Włodzimierz Wilczek
- 1973-1974 : Władysław Trybus
- 1974 : Witold Jakubiak
- 1975-1977 : Jerzy Głowacki
- 1977-1981 : Włodzimierz Wilczek
- 1981-1991 : Janusz Cieśliński
- 1991-1999 : Sylwester Grzeszczak
- 1999 : Jerzy Zajadło
- 2000-2015 : Jan Kozłowski
- 2015 : Krzysztof Liedel
- 2015-2016 : Serge Bosca
- élu en 2016 : Dariusz Olszewski